# Pazušna vena
Pazušna vena (lat. vena axillaris) je parna vena koja odvodi deoksigeniranu krv iz lateralnog dijela prsni koš, pazušne jame i gornjeg uda. 
Pazušna vena nastavlja tijek nadlaktičnih vena, tj. vena koje prate nadlaktičnu arteriju (lat. venae comitantes a. brachialis), na mjestu donjeg ruba podlopatičnog mišića (lat. musculus subscapularis), a prelazi na mjestu stražnjeg ruba ruba ključne kosti (lat. clavicula) u potključnu venu (lat. vena subclavia). Pazušna vena u svom tijeku prati pazušnu arteriju (lat. arteria axillaris).
U pazušnu venu ulijevaju se:
- lat. vena thoracica lateralis
- lat. venae thoracoepigastricae
- lat. plexus venosus areolaris
- lat. vena cephalica
- lat. vena basilica